# Тейде
 Тази статия е за вулкана.  За националния парк вижте Тейде (национален парк).  
Тейде (на испански: Teide) е вулкан на остров Тенерифе, Канарски острови, Испания. Висок е 3718 метра над морското равнище, което го прави най-високата точка в Испания и най-високата точка в Атлантическия океан.
Измерен от океанското дъно, той е висок 7500 m, което го прави най-високият вулкан в света от основата до върха след извън Хаваите. Описван е от ЮНЕСКО и НАСА като третото най-високо вулканично образувание на Земята. Надморската височина на Тейде прави Тенерифе десетият най-висок остров в света. Вулканът е активен – последното му изригване е през 1909 г. чрез северозападната пукнатина Сантяго. Комитетът на ООН за смекчаване на бедствията посочва Тейде като декаден вулкан, заради историята му на унищожителни изригвания и близостта му до няколко големи градове, сред които най-близки са Гарачико, Икод де лос Винос и Пуерто де ла Крус. Тейде, Пико Виехо и Монтаня Бланка образуват Централния вулканичен комплекс на Тенерифе.
Вулканът и околните местности обхващат националния парк Тейде, който има площ от 18 900 хектара и е обозначен като обект на световното наследство от ЮНЕСКО на 29 юни 2007 г. Тейде е най-посещаваният природен обект в Испания, най-посещаваният национален парк в Испания и Европа, а към 2015 г. и осмият най-посещаван в света с около 3 милиона туристи годишно. През 2016 г. е посетен от 4 079 823 души, достигайки исторически рекорд. Голяма международна астрономическа обсерватория се намира върху склона на планината.

## Име
Преди испанската колонизация на Тенерифе през 1496 г., местните гуанчи наричат вулкана Ешейде, което в техните легенди се отнася за могъща фигура, напускаща вулкана, който може да се превърне в ад. Съвременното испанско име на вулкана е Ел пико дел Тейде.

## Легенди
Тейде е свещена планина за туземните гуанчи, така че се счита за митологична планина, както е бил Олимп за древните гърци. Според легендата, Гуайота (дяволът) отвлича Махек (бога на светлината и Слънцето) и го заключва във вътрешността на вулкана, вкарвайки света в тъмнина. Гуанчите поискват милост от върховния си бог Ачаман, така че Ачаман се сбива с Гуайота, освобождава Махек от планината и запушва кратера с Гуайота. Твърде се, че оттогава насам, Гуайота остава заключен в Тейде. Когато ходят до Тейде по време на изригване, гуанчите по традиция запалват големи огньове, за да уплашат Гуайота.
Гуанчите, също така, вярват, че Тейде поддържа небето. Много скривалища из планината съдържат остатъците от каменни сечива и керамика. Тези се интерпретират като ритуални депозити, за да се противопостави на влиянието на злите духове, като тези създавани от берберските кабили. Гуначите вярват, че планината е мястото, съхраняващо силите на злото и на най-злата фигура, Гуайота.

## Образуване
Стратовулканите Тейде и Пико Виехо са най-скорошните центрове на активност на вулканичния остров Тенерифе, който е най-големият и най-високият остров на Канарските острови. Има сложна вулканична история. Образуването на острова и развитието на сегашния вулкан Тейде се случват на пет етапа, показвани на диаграмата отстрани.

### Първи етап
Като останалите Канарски острови и вулканичните океански острови по принцип, Тенерифе е образуван от струпването на три големи щитовидни вулкана, които се развиват в относително кратък период. Този ранен щитовиден етап образува тялото на издадената част на Тенерифе. Щитовидните вулкани датират от миоцен и ранен плиоцен и са запазени в три изолирани и дълбоко ерозирани масива: Анага (на североизток), Тено (на северозапад) и Роке дел Конде (на юг). Всеки щит е образуван за по-малко от три милиона години, а целият остров – за около осем милиона години.

### Втори и трети етап
Първоначалният етап е последван от период от 2 – 3 милиона години на покой и ерозия. Това прекъсване на активността е типично за Канарските острови. Например, Гомера е на този етап. След този период на покой, вулканичната активност се концентрира в две големи постройки: централния вулкан Канядас и масива Анага. Вулканът Канядас се развива през миоцен и е възможно да е достигал 40 km в диаметър и 4500 m височина.

### Четвърти етап
Преди около 160 – 220 хиляди години върхът на Канядас I се срутва, създавайки калдерата Канядас. По-късно се образува нов стратовулкан, Канядас II, в местността на Гуахара и след това катастрофално рухва. Друг вулкан, Канядас III, се образува в сектора Диего Ернандес на калдерата. Всичките Канядас вулкани достигат максимална височина, подобна на тази на Тейде (който понякога се нарича Канядас IV).
Съществуват две теории за образуването на калдерата с размери 16 km × 9 km. Според първата, депресията е резултат от вертикален колапс на вулкана, задействан от изпразването на плитки магмени камери на нивото на морското равнище под вулкана Канядас след едромащабно експлозивни изригвания. Втората теория е, че калдерата е образувана от ред странични гравитационни срутвания, подобни на тези на Хаваите. Доказателства за последната теория са намерени както при наблюдения на сушата, така и в морето.

### Пети етап
От около 160 хиляди години насам стратовулканите Тейде и Пико Виехо се образуват в калдерата Канядас.

## Изригвания
Тейде последно изригва през 1909 г. от отвора Чинйеро. Историческата вулканична активност на острова се свързва с отворите на северозападната пукнатина (Сантяго). Изригването от 1706 г. на Монтаняс Неграс разрушава града и основното пристанище на Гарачико, както и няколко по-малки села.
Историческата активност, свързвана с Тейде и Пико Виехо, възниква през 1798 г. от западната страна на Пико Виехо. Материал от Пико ВИехо, Монтаня Тейде и Монтаня Бланка частично запълва калдерата Канядас. Последното експлозивно изригване, включващо централния вулканичен център е от Монтаня Бланка преди около 2000 години.
Христофор Колумб докладва, че вижда голям огън в долината на Оротава, докато отплава от Tенерифе по пътя си към Новия свят през 1492 г. Това се интерпретира като наблюдение на изригване там. Радиометрично датиране на възможна лава от това време, сочи, че през 1492 г. не е имало изригване в долината на Оротава, но такова е имало в отвора Бока Кангрехо.
Последното изригване от върха на Тейде е от 850 г., като това изригване произвежда черната лава, която покрива голяма част от страните на вулкана.
Преди около 150 000 години се случва доста по-голямо експлозивно изригване, вероятно от ВЕИ 5. То създава калдерата Канядас на около 2000 m над морското равнище и с размери 16 × 9 km. Върхът на самия Тейде, както и съседния стратовулкан Пико Виехо, се намират от северната страна на калдерата и са образувани от по-късни изригвания.
Бъдещи изригвания могат да включват пирокластични потоци, подобни на тези при Мон Пеле, Мерапи, Везувий, Етна и други вулкани. През 2003 г. има повишена сеизмична активност в района на вулкана и се отваря пролука от североизточната му страна. Подобна активност може да е показател, че магмата се издига, но не е задължително да предвестява изригване.
Тейде се счита за структурно нестабилен и северната му страна има издатина. Върхът на вулкана има малки активни фумароли, изпускащи серен диоксид и друг газове, включително малки количества сероводород.
Изследване от 2009 г. сочи, че Тейде вероятно ще изригне бурно в бъдещето и че структурата му е подобна на тази на Везувий и Етна.

## Флора и фауна
Потоците лава по склоновете на Тейде представляват много тънка, но богата на минерали и хранителни вещества почва, която поддържа разнообразие от растително видове. Васкуларната флора е представена от 168 растителни видове, 33 от които са ендемични за Тенерифе.
Горите от канарски бор (Pinus canariensis) с канарска хвойна (Juniperus cedrus) се срещат от 1000 до 2100 m, покривайки средните склонове на вулкана и достигайки планинска горска граница с 1000 m по-ниска от тази при континенталните планини на подобна географска ширина. В калдерата Канядас при по-голяма надморска височина, растителните видове, които са ендемични за националния парк Тейде, включва: Spartocytisus supranubius, Descurainia bourgaeana, Echium wildpretii и Erysimum scoparium. Argyranthemum teneriffae от семейство Сложноцветни може да бъде намерено на височини до 3600 m над морското равнище, а Viola cheiranthifolia от род Теменуга може да се намери дори на върха, което го прави най-високо растящото цвете в Испания.
Тези растения са адаптирани към тежките условия на вулканичната среда, като голяма надморска височина, интензивна слънчева светлина, изключителни температурни вариации и липса на влага. Адаптациите включват полусферична форма, мъхесто или восъчно покритие, намалена изложена площ на листата и висока продукция на цветове. Цъфтенето се състои към края на пролетта или началото на лятото.
Националният парк Тейде е дом на голям брой безгръбначни, над 40% от които са ендемити и 70 от които могат да се намерят единствено на територията на националния парк. Безгръбначната фауна включва паяци, твърдокрили, полутвърдокрили, двукрили и ципокрили.
В контраст на това, националният парк Тейде съдържа само ограничено разнообразие от гръбначна фауна. Десет вида птици свиват гнезда тук, сред които Anthus berthelotii, канарче и подвид на керкенез (Falco tinnunculus canariensis).
Три ендемитни вида влечуги се намират в парка: Gallotia galloti, Tarentola delalandii и Chalcides viridanus. Единствените бозайници, местни за парка, са прилепи, сред които най-често се среща малкия вечерник. Други бозайници като муфлон, заек, домашна мишка, черен плъх и Atelerix algirus са интродуцирани в парка.

## Научно използване
Националният парк Тейде е полезна вулканична референтна точка за изследвания, свързани с Марс, поради приликите в условията на средата и геологическите образувания. През 2010 г. изследователски екип тества Раманов инструмент на Канядас дел Тейде в очакване на използването му по време на експедицията Екзомарс. През юни 2011 г. група учени от Великобритания посещава парка, за да тестват метод за търсене на живот на Марс и за да търсят удобни места за тестване на нови роботизирани превозни средства през 2012 г.
На склона на планината се намира астрономическа обсерватория, която се възползва от надморската височина (над повечето облаци), добрите метеорологични условия и добрата астрономическа видимост от мястото. Обсерваторията се управлява от Институтът по астрофизика на Канарските острови. Включва соларни, радио и микровълнови телескопи, както и традиционни оптични нощни телескопи.

## Символ
Тейде е основният символ на Тенерифе и най-емблематичният природен паметник на Канарските острови. Той присъства на герба на Тенерифе, както и на логото на управляващото тяло на Тенерифе (Cabildo de Tenerife). Среща се и на старите испански банкноти от 1000 песети.

## Галерия
- Тейде и скалното образувание Роке Синчадо
- Тейде от Лано де Уканка
- Тейде и Пико Виехо
- Тейде от Лано де Уканка
- Върхът на Тейде, юли 2017 г.
- Снежният Тейде от север, март 2006 г.
- Въздушна снимка на вулкана